# Emil Paul Tscherrig

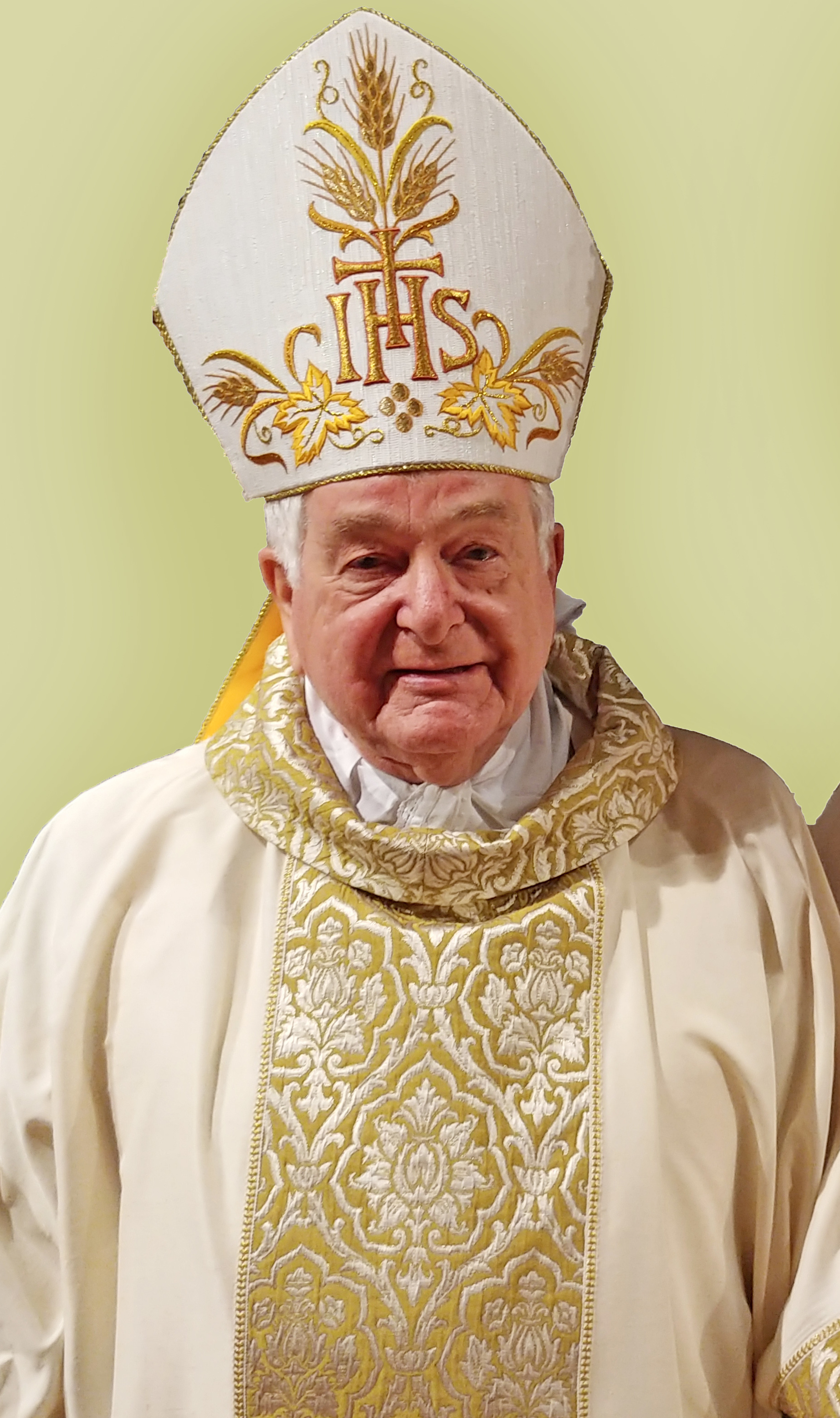
Erzbischof Emil Paul Tscherrig (2019)

Kardinalswappen von Emil Paul Tscherrig

Emil Paul Kardinal Tscherrig (* 3. Februar 1947 in Unterems, Wallis) ist ein Schweizer römisch-katholischer Geistlicher, Erzbischof und emeritierter Diplomat des Heiligen Stuhls.

## Leben
Emil Paul Tscherrig wurde als ältestes von acht Kindern einer Schweizer Bergbauernfamilie in Unterems geboren. Er besuchte die Grundschule in Unterems und ab 1961 das Kollegium Brig. Nachdem er 1968 dort die Matura erlangt hatte, studierte er Philosophie und Katholische Theologie am Priesterseminar in Sitten und an der Universität Freiburg. Dort erwarb er 1974 ein Lizenziat im Fach Katholische Theologie. Am 11. April 1974 empfing Tscherrig in Sitten das Sakrament der Priesterweihe für das Bistum Sitten. Anschließend setzte er seine Studien in Rom fort, wo er 1978 an der Päpstlichen Universität Gregoriana bei Jean Beyer SJ mit der Arbeit Das Wesen des Ökumenischen Konzils. Versuch einer Definition nach Texten einiger ausgewählter Autoren vom Tridentinum bis zum Erscheinen des CIC im Fach Kanonisches Recht promoviert wurde. Zudem absolvierte er von 1974 bis 1978 eine Ausbildung an der Päpstlichen Diplomatenakademie.
Tscherrig trat am 1. April 1978 in den diplomatischen Dienst des Heiligen Stuhls ein. Er war an den Nuntiaturen in Uganda (1978–1981), in Südkorea (1981–1984) und in Bangladesch (1984–1985) tätig. Ab 1985 wirkte er im Staatssekretariat des Heiligen Stuhls in der Sektion für Allgemeine Angelegenheiten, wo er als Assistent des Päpstlichen Reisemarschalls Roberto Tucci SJ mit der Planung der Auslandsreisen von Papst Johannes Paul II. befasst war. Papst Johannes Paul II. verlieh ihm am 15. Mai 1980 den Ehrentitel Päpstlicher Ehrenkaplan und am 26. November 1992 den Ehrentitel Päpstlicher Ehrenprälat.
Am 4. Mai 1996 ernannte ihn Papst Johannes Paul II. zum Titularerzbischof von Voli und zum Apostolischen Nuntius in Burundi. Die Bischofsweihe spendete ihm Kardinalstaatssekretär Angelo Sodano am 27. Juni desselben Jahres im Petersdom; Mitkonsekratoren waren der emeritierte Bischof von Sitten, Henri Kardinal Schwery, und der Bischof von Sitten, Norbert Brunner. Sein Wahlspruch “Spes mea Christus” (deutsch: „Christus, meine Hoffnung“) stammt aus der Ostersequenz.
Papst Johannes Paul II. bestellte ihn am 8. Juli 2000 zum Apostolischen Nuntius in Trinidad und Tobago, Dominica, Jamaika, Grenada, Guyana, St. Lucia, St. Vincent und die Grenadinen und auf den Bahamas sowie zum Apostolischen Delegaten für die Antillen. Zudem wurde Tscherrig am 20. Januar 2001 Apostolischer Nuntius in Barbados, Antigua und Barbuda und Suriname sowie am 1. Juni desselben Jahres in St. Kitts und Nevis. Am 22. Mai 2004 berief ihn Johannes Paul II. zum Apostolischen Nuntius in Südkorea und am 17. Juni desselben Jahres zusätzlich zum Apostolischen Nuntius in der Mongolei. Papst Benedikt XVI. ernannte ihn am 26. Januar 2008 zum Apostolischen Nuntius in den nordischen Ländern Schweden, Dänemark, Finnland, Island und Norwegen. Am 5. Januar 2012 wurde Tscherrig Apostolischer Nuntius in Argentinien. Daneben fungierte er während der Proteste in Venezuela im Jahr 2016 als Vermittler zwischen Regierung und Opposition.
Papst Franziskus ernannte ihn am 12. September 2017 in Nachfolge von Adriano Bernardini zum Apostolischen Nuntius in Italien und San Marino mit Sitz in Rom. Tscherrig ist der erste Nichtitaliener auf dem Posten des Botschafters des Heiligen Stuhls in Italien und in San Marino. In dieser Funktion handelte er im Juni 2018 ein Abkommen mit der Republik San Marino über den Religionsunterricht an staatlichen Schulen aus.
Im Konsistorium vom 30. September 2023 nahm ihn Papst Franziskus als Kardinaldiakon mit der Titeldiakonie San Giuseppe al Trionfale in das Kardinalskollegium auf. Die Besitzergreifung seiner Titeldiakonie fand am 19. November desselben Jahres statt.
Am 4. Oktober 2023 berief ihn Papst Franziskus zum Mitglied der Apostolischen Signatur. Am 17. Februar 2024 wurde er Mitglied des Dikasteriums für die Selig- und Heiligsprechungsprozesse. Am 18. Mai 2024 ernannte ihn Papst Franziskus ausserdem zum Mitglied des Dikasteriums für die Bischöfe sowie zum Mitglied der Sektion für die Erstevangelisierung und die neuen Teilkirchen im Dikasterium für die Evangelisierung.
Am 11. März 2024 endete seine Amtszeit als Apostolischer Nuntius in Italien und San Marino mit der Ernennung Petar Rajičs zu seinem Nachfolger.

## Schriften
- Das Wesen des Ökumenischen Konzils. Versuch einer Definition nach Texten einiger ausgewählter Autoren vom Tridentinum bis zum Erscheinen des CIC. Pontificia Università Gregoriana, Rom 1978, OCLC 643492137.
- Mongolia and Christianity. History and quest of new direction. In: Gaby Bamana (Hrsg.): Christianity and Mongolia. Past and present. Proceedings of the Antoon Mostaert Symposium on Christianity and Mongolia, August 2006. Soëmbo Printing, Ulaanbaatar 2006, OCLC 226371758, S. 6–10.